# ボディメーカー
ボディメーカー（BODYMAKER）は、1999年に設立され大阪府吹田市に本社を置くボディメーカー株式会社（BODYMAKER）旧・株式会社BB-SPORTSが運営するスポーツ・アパレル総合ブランド。
主にトレーニングウェアをはじめとして、トレーニング用品、フィットネス用品、格闘技用品などの製造・販売を行っている。
2012年にBODYMAKERが大阪府立体育会館の命名権を3年契約（年間2500万円）で取得。大阪府立体育会館の新名称が「ボディメーカー コロシアム（BODYMAKER COLOSSEUM）」となった。2015年3月の契約満了により更新せず。
2019年より格闘家「皇治」と契約しイメージキャラクターに就任。
それに伴い、TVCMを制作し地上波にて放映を開始。
2020年には、ブランドの原点でもある格闘技にフォーカスし「格闘技から生まれたワークアウト」をキャッチコピーに新たにCMを地上波にて放映。
さらに、販売累計100万足を超えるスニーカー「アッパーニットスニーカー」の新タイプ「アッパーニットスニーカー エアークッション」の販売を開始。
2020年8月より地上波にて放映を開始。同CMでは皇治の人生初となるダンスを披露している。

## TVCM
- BODYMAKER（ボディメーカー）アパ―ニットスニーカー篇 （2019年7月1日～）
- BODYMAKER（ボディメーカー）ブランド篇 （2019年7月1日～）
- BODYMAKER（ボディメーカー）GYM篇 （2020年4月24日～）
- BODYMAKER（ボディメーカー）アパ―ニットスニーカー エアクッション篇 （2020年6月22日～）